# Jean-Paul Weil
Jean-Paul Weil (Strasburgo, 18 luglio 1941) è un ex pallanuotista francese.
Ha partecipato, come membro della Francia, alle Olimpiadi di Roma 1960, partecipando al torneo di pallanuoto.